# Titan Quest: Immortal Throne
 (janvier 2025).
Si vous disposez d'ouvrages ou d'articles de référence ou si vous connaissez des sites web de qualité traitant du thème abordé ici, merci de compléter l'article en donnant les références utiles à sa vérifiabilité et en les liant à la section « Notes et références ».
Titan Quest: Immortal Throne est un jeu vidéo de rôle et d'action (dit hack & slash) développé par Iron Lore et la première extension du jeu sorti en  2006 : Titan Quest.

## Scénario
Après avoir défait Typhon et ramené la paix sur le monde, des nouvelles sombres proviennent des Enfers. Le héros tueur de titans est appelé au Temple d'Apollon de Rhodes pour essayer de résoudre un problème, qui cette fois-ci vient du monde souterrain. On replonge donc dans la mythologie grecque, avec les Enfers, Érèbe, l'Élysée, et de nouveaux monstres à affronter comme Charon ou Cerbère. Les problèmes que rencontrent les âmes pour rejoindre leur place dans le royaume des Morts cachent un autre problème, bien plus grave.

### Nouveautés
- Deux nouveaux types de marchands :
  - Le caravanier, qui entrepose les objets en trop du personnage et qui peut même les transférer aux autres personnages du joueur.
  - L'enchanteur, qui fabrique des artefacts ou sépare un objet enchanté par une relique ou à un charme (il faut choisir entre la relique/charme ou l'objet lequel est récupéré, et lequel est détruit définitivement).
- Les artefacts, objets magiques conférant de nombreux bonus peuvent désormais être portés par le joueur. Ils ne peuvent pas être trouvés dans la nature, mais seulement fabriqués par l'Enchanteur. Le seul moyen de fabriquer un artefact est de trouver une formule mystique (qui elle peut être récupérée sur un monstre ou dans un coffre), et de réunir les trois ingrédients requis, qui sont soit des charmes de monstre, des reliques, d'autres artefacts ou des parchemins.
- Les marchands vendent, dans le même onglet que les potions, des parchemins contenant un sort à usage unique et souvent très puissant, par exemple invoquer un cyclope ou provoquer un tremblement de terre.
- Un nouvel acte : les Enfers, qui part de l'île de Rhodes jusqu'au Palais d'Hadès, en passant par Épire, l'Érèbe et les Champs Élysées.
- Beaucoup de nouveaux objets de toute sorte.
- Une nouvelle maîtrise : les Rêves (Voyant), qui octroie plusieurs pouvoirs de déformation de la réalité et permet même d'invoquer une apparition cauchemardesque, et qui peut être associée à toutes les anciennes maîtrises du jeu (ce qui ajoute 8 nouvelles biclasses différentes et 1 monoclasse).
- De nouveaux sets, épiques, légendaires et même des sets magiques (jaunes) nécessitant un code pour être récupérés.

### Autres particularités
Le jeu offre la possibilité de monter de 10 niveaux supplémentaires par rapport au jeu original Titan Quest, désormais la limite maximale de la prise des points d'expérience dans les niveaux se situe à 75.